# Sinan Karweina
Sinan Karweina (* 29. März 1999 in Gummersbach) ist ein deutscher Fußballspieler. Er steht seit 2024 beim FC Luzern unter Vertrag.

## Karriere
Nach seinen Anfängen in der Jugend vom FV Wiehl 2000 wechselte er im Sommer 2014 in die Jugendabteilung des 1. FC Köln. Nachdem er dort zu seinen ersten Einsätzen im Seniorenbereich gekommen war, wechselte er im Sommer 2018 zum Drittligisten Sportfreunde Lotte. Dort kam er auch zu seinem ersten Einsatz im Profibereich, als er am 4. August 2018, dem 2. Spieltag, bei der 1:5-Auswärtsniederlage gegen den TSV 1860 München in der 67. Spielminute für Aygün Yıldırım eingewechselt wurde und in der 81. Spielminute seinen ersten Profitreffer zum zwischenzeitlichen 1:4 erzielte.
Im Sommer 2019 wechselt der Stürmer nach dem Regionalligaabstieg der SFL zum MSV Duisburg, bei dem er einen Zweijahresvertrag erhielt.
Nach zwei Jahren in Duisburg wechselte Karweina im Sommer 2021 ligaintern zu Türkgücü München. Der Verein musste Ende Januar 2022 Insolvenz anmelden und den Spielbetrieb rund zwei Monate später nach dem 31. Spieltag einstellen. Karweina war bis dahin in 13 Drittligaspielen zum Einsatz gekommen und hatte 2 Tore erzielt.
Zur Saison 2022/23 wechselte er dann zum österreichischen Bundesligisten SK Austria Klagenfurt, bei dem er einen bis Juni 2024 laufenden Vertrag erhielt. Insgesamt kam er für Klagenfurt zu 47 Einsätzen in der Bundesliga, in denen er elfmal traf. Nach seinem Vertragsende verlässt er Klagenfurt nach der Saison 2023/24.
Daraufhin wechselte Karweina zur Saison 2024/25 in die Schweiz zum FC Luzern, bei dem er einen bis 2026 laufenden Vertrag erhielt.